# Kołowrotek wędkarski

Schemat budowy kołowrotka
1-kabłąk
2-uchwyt kołowrotka (element wędki)
3-stopka
4-korbka
5-nóżka
6-przełącznik blokady antyrewersyjnej
7-szpula
8-żyłka
9-pokrętło hamulca

Kołowrotek wędkarski – jedna z części składowych większości rodzajów zestawów wędkarskich. Pełni rolę magazynu żyłki wędkarskiej oraz za pomocą hamulca zabezpiecza żyłkę przed zerwaniem przez walczącą rybę. Ze względu na duży zapas nawiniętej żyłki umożliwia zarzucanie przynęty na znaczne odległości, niezależnie od długości wędziska.
Współczesne kołowrotki wędkarskie są bardzo zróżnicowane pod względem budowy, można jednak podzielić je ze względu na sposób nawijania żyłki na szpulę na kołowrotki o szpuli obrotowej (multiplikatory, kołowrotki muchowe) i kołowrotki o szpuli stałej, w którym nawijanie żyłki odbywa się poprzez obrót specjalnego kabłąka wokół szpuli.

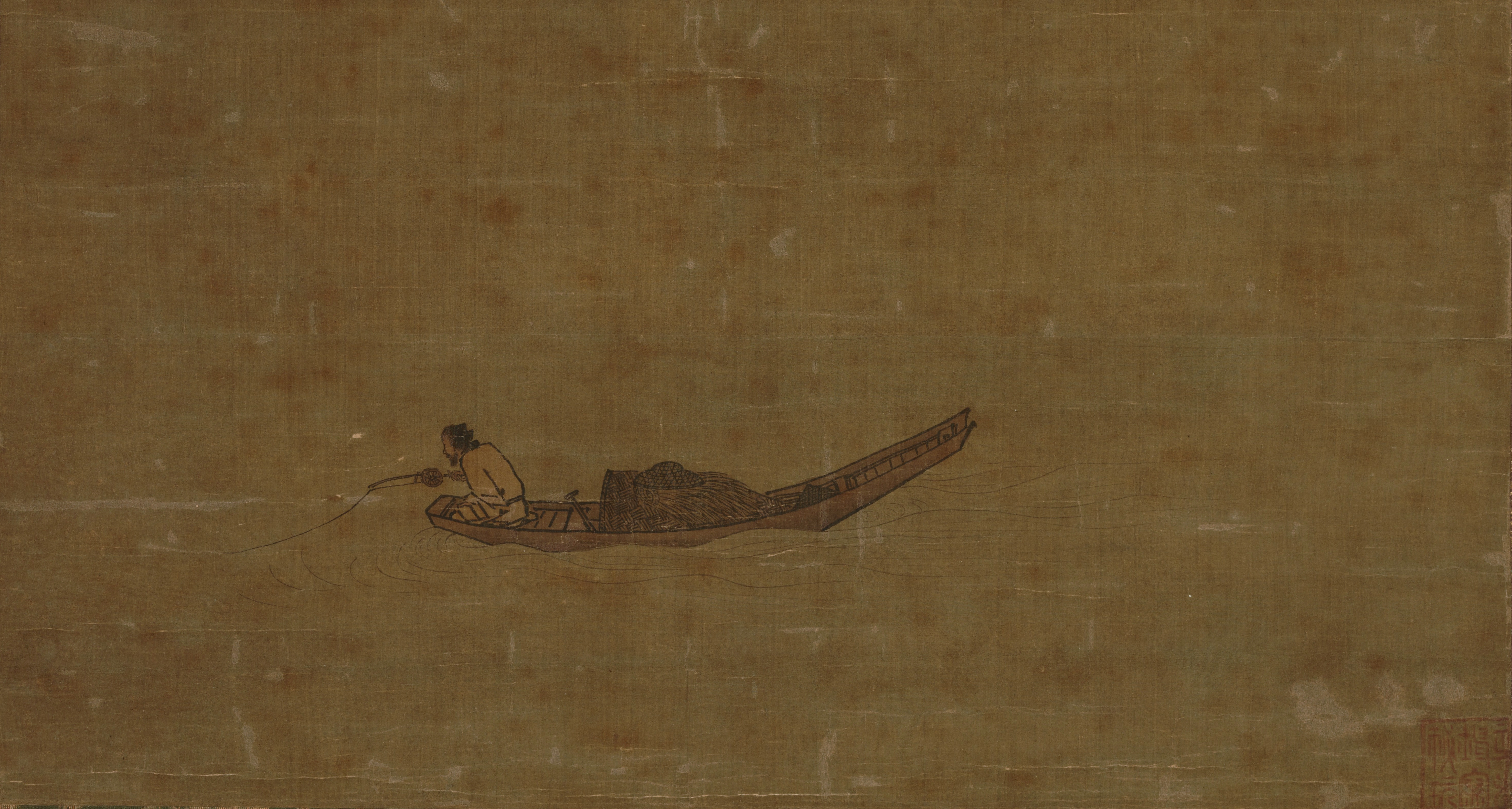
Samotny Rybak, Ma Yuan, 1195 r.

Kołowrotek jest wynalazkiem pochodzącym z Chin, z najstarszymi wzmiankami datowanymi na III wiek n.e. Najstarszym znanym obrazem przedstawiającym to urządzenie jest Samotny rybak chińskiego malarza Ma Yuan z XII wieku. W wędkarstwie na terenie Polski sprzęt ten był spotykany od połowy XIX wieku, a upowszechnił się po II wojnie światowej.